# René François de Beauvau du Rivau
Pour les articles homonymes, voir Beauvau du Rivau et Beauvau.
René François de Beauvau du Rivau est un prélat français né au château du Rivau (Poitou) le 11 novembre 1664 et mort à Narbonne le 4 août 1739.

## Biographie
Issu d'une branche cadette de la maison de Beauvau, il est le neuvième enfant de Jacques de Beauvau, marquis du Riveau, maréchal des camps et armées du roi et colonel des Suisses, de Gaston d'Orléans et de Marie de Campel de Saujon. Il fait ses études à Sorbonne  où il obtient sa maitrise en arts en 1687 sa licence de théologie en 1692 suivie de son doctorat en 1694 année de son ordination. Simple clerc il est chanoine de Sarlat depuis 1689 puis official et vicaire général de son oncle Pierre-François de Beauvau du Rivau, évêque de Sarlat 
Louis XIV lui donna l'abbaye de Saint-Victor-en-Caux le 21 avril 1685 sur la démission volontaire du comte de Claire. Il eut aussi à une date inconnue l'abbaye de Bonneval.
René François de Beauvau fut nommé par le roi à l'évêché de Bayonne le 1er novembre 1700, et sacré le 17 juillet 1701. Il fut appelé à l'évêché de Tournai le 23 avril 1707 : pendant le siège de cette ville en 1709 par le prince Eugène, il entretint à ses dépens toute la garnison française, engageant sa vaisselle d'or et d'argent. Tournai cependant fut prise et le prince Eugène proposa à l'évêque de lui conserver son siège au nom de l'empereur, ce que Beauvau refusa.
En récompense pour sa fidélité, le roi le transféra le 27 juillet 1713 à l'archevêché de Toulouse. Il assista en cette qualité à l'Assemblée du clergé de 1715. Il contribua la même année à l'établissement du Bon-Pasteur.
Choisi pour succéder à Charles Le Goux de La Berchère sur le siège de Narbonne en 1719, il ne fut proposé au consistoire que le 28 mai 1721 en qualité d'archevêque élu,
. À ce titre, il fut aussi président-né des États de Languedoc. Il soutint l'œuvre savante engagée par son prédécesseur qui aboutira à la publication de l'Histoire générale de Languedoc à partir de 1730. Il fit aussi imprimer un nouveau rituel en 1735, qui comporte un certain nombre d'emprunts à d'autres liturgies françaises, renforçant le processus qui mena à l'extinction des particularités de l'église narbonnaise.
Il est fait commandeur lors de la promotion du 3 juin 1724 de l'ordre du Saint-Esprit.
Il meurt à Narbonne, dans le palais des archevêques, le 4 août 1739, et est inhumé le 8 août dans la cathédrale Saint-Just-et-Saint-Pasteur.

## Iconographie
- Pierre Imbert Drevet, gravure du tableau de Hyacinthe Rigaud, 1727.
- Hyacinthe Rigaud, René François de Beauvau du Rivau, archevêque de Narbonne, peinture, 1715. Conservé à l'hôpital de la Charité, Narbonne. Classé monument historique.
- Atelier de Hyacinthe Rigaud, René François de Beauvau du Rivau, archevêque de Narbonne, peinture, XVIIIe s. Conservé dans l'ancienne cathédrale Saint-Just-et-Saint-Pasteur de Narbonne. Classé monument historique.

### Sources et bibliographie
- Devic C., Vaissète J., Histoire générale de Languedoc, tome I (Introduction Historique, p. 40) et tome IV, Toulouse, Privat, 1876.